# Phoronée

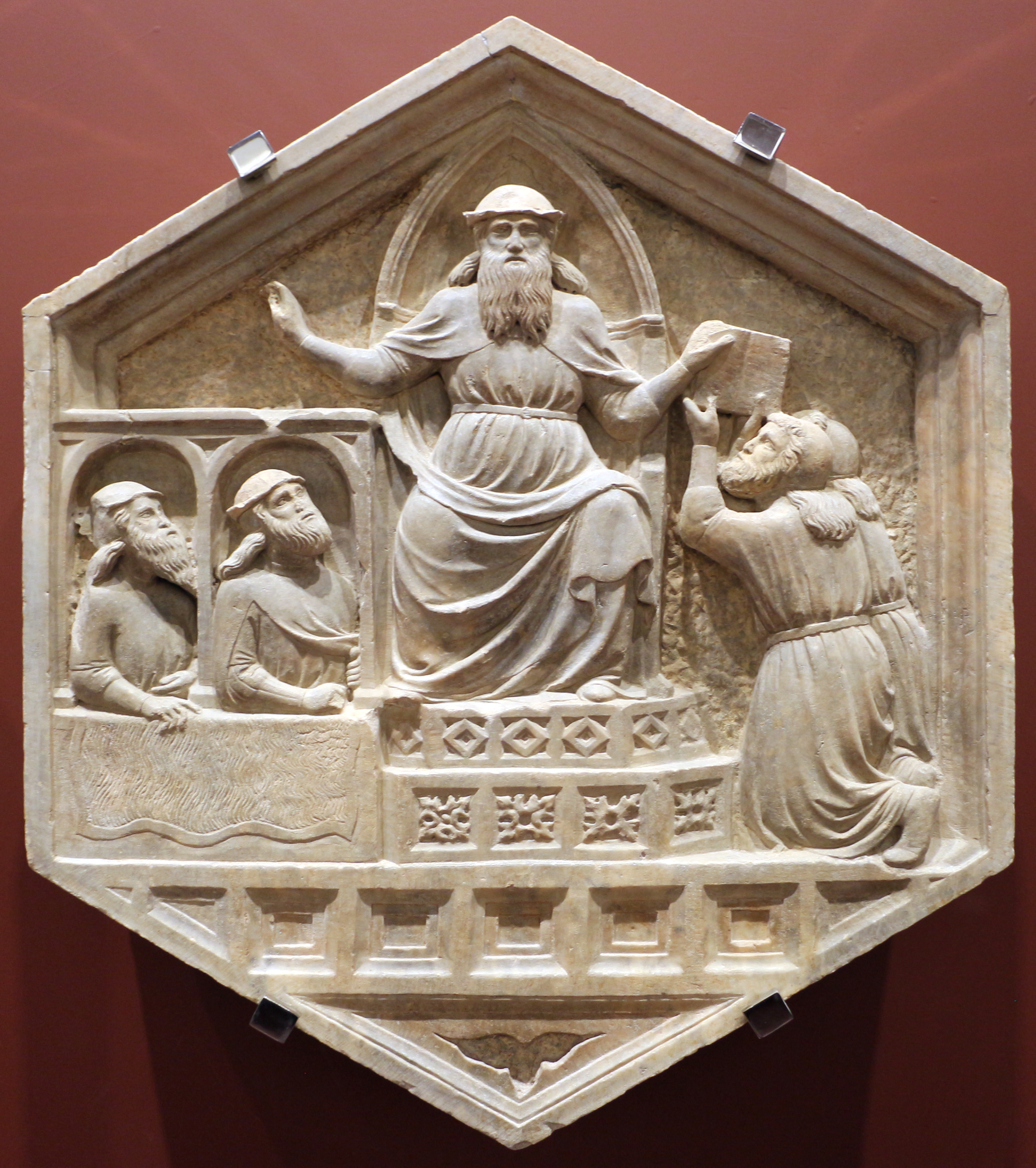
Phoroneus ou la Législation. Sculpture d'Andrea et Nino Pisano (1348-1350) Côté sud du Campanile de Giotto.

Phoronée (en grec ancien Φορωνεύς / Phorôneús) est un personnage de la mythologie grecque.
La tradition argienne le définit comme étant le fils du dieu fleuve Inachos et de la nymphe Mélia, roi du Péloponnèse, ainsi que comme le premier roi d'Argos. 

## Famille
Phoronée épouse la nymphe Cerdo, avec qui il conçoit Pélasgos, Iasos et Agénor (en). Platon le nomme brièvement dans le Timée. Péitho, déesse de la persuasion, est alternativement donnée comme son épouse dans certaines traditions, Phoronée concevant avec elle Égialée et d'Apis (en).
Phoronée est également le père de Car, premier roi de Mégare,.

## Mythe
Il est présenté comme le premier homme,, vivant à l'aube de l'humanité et contemporain d'un âge d'or révolu. Il est dit inventeur de la vie civilisée, ayant regroupé les hommes pour les faire vivre en société dans la « ville de Phoroneus », qui prit ensuite le nom de son petit-fils : le roi Argos, ; la légende dit qu'il leur avait procuré le feu descendu du ciel sur la terre d'Argos et conservé dans le temple d'Apollon Lykios. Hygin le désigne comme le fondateur du culte d'Héra et le premier détenteur du pouvoir royal octroyé par Zeus en récompense de sa piété. La tradition lui attribue aussi l'invention des tribunaux, peut-être à la suite de l'assassinat de son fils Apis, que la tradition désigne comme le premier meurtre perpétré par les humains à la fin de l'âge d'or. Phoronée, cher à Zeus et à Héra, est resté une figure importante d'Argos et on rendait encore un culte funéraire à son tombeau à l'époque de Pausanias. L’historien Acousilaos avait raconté dans ses écrits le mythe de Phoronée.
Selon Pausanias, les satyres descendent de Phoronée. Dans un passage fragmentaire du Catalogue des femmes (parfois attribué à Hésiode) l'une des filles de Phoronée s'unit à un homme (dont le nom a disparu dans une lacune du texte), et engendre cinq filles, qui deviennent mères des satyres, des nymphes des montagnes et des courètes (ces deux derniers groupes sont donc frères et sœurs des satyres).